# Dalibor Hanes
Dalibor Hanes (2. října 1914 Tisovec – 16. prosince 2007) byl slovenský a československý právník, vysokoškolský učitel a politik Komunistické strany Slovenska (KSS), poslanec Slovenské národní rady (SNR) a Sněmovny národů Federálního shromáždění za normalizace, přičemž za normalizace působil coby dlouholetý předseda Sněmovny národů a v letech 1969–1971 i předseda Federálního shromáždění (FS).

## Biografie
Absolvoval reálné gymnázium, pak v letech 1932–1939 práva na Univerzitě Karlově a v letech 1940–1941 na Slovenské univerzitě v Bratislavě. V roce 1941 získal titul JUDr. V letech 1940–1944 působil jako advokátní koncipient v Prešově a Banské Bystrici. Zapojil se do komunistického ilegálního hnutí. V roce 1944 se zúčastnil Slovenského národního povstání a od srpna 1944 byl členem KSS. Od září do října 1944 byl spolupracovníkem předsednictva povstalecké Slovenské národní rady, od listopadu 1944 do února 1945 člen partyzánské jednoty, od března do dubna 1945 pak členem Slovenské národní rady na osvobozeném území v Košicích (v letech 1944–1945 jako přednosta prezídia Pověřenectví průmyslu a obchodu). V období let 1945–1948 pracoval jako vládní komisař Obchodní a průmyslové komory v Bratislavě, v letech 1948–1949 coby ředitel oblastní správy pro výkupu zemědělských produktů v Bratislavě a v letech 1949–1950 jako krajský ředitel této organizace. V 50. letech se stáhl z politického života do akademické sféry. Působil jako učitel na Vysoké škole ekonomické v Bratislavě, v letech 1951–1969 přednášel hospodářské právo. Specializoval se na otázky hospodářského a obchodního práva. Napsal několik monografií na toto téma (Právo ochranných známok, Komentár k hospodárskemu zákonníku).
Jeho politická kariéra vyvrcholila za normalizace. V letech 1969–1986 se uvádí jako účastník zasedání Ústředního výboru Komunistické strany Slovenska. V roce 1969 byl kooptován za člena Ústředního výboru Komunistické strany Československa. XIV. sjezd KSČ, XV. sjezd KSČ, XVI. sjezd KSČ a XVII. sjezd KSČ ho ve funkci potvrdil. Z funkce byl uvolněn v březnu 1987. V období leden 1970 – květen 1971 byl navíc kandidátem předsednictva ÚV KSČ.
Dlouhodobě zasedal i v nejvyšších zákonodárných sborech. V letech 1968–1971 byl poslancem a v období let 1968-1969 člen předsednictva Slovenské národní rady. Po provedení federalizace Československa usedl v lednu 1969 i do Sněmovny národů Federálního shromáždění. Do federálního parlamentu ho nominovala Slovenská národní rada. Mandát získal i ve volbách roku 1971 (volební obvod Středoslovenský kraj) a znovu ve volbách roku 1976 (obvod Banská Bystrica), volbách roku 1981 a volbách roku 1986 (obvod Jaslovské Bohunice). V rámci federálního parlamentu zastával trvale vedoucí posty. V lednu 1969 při ustavení FS se stal předsedou Sněmovny národů Federálního shromáždění a v říjnu 1969 pak předsedou Federálního shromáždění. Na této pozici setrval do roku 1971. Za jeho předsednictví prošel Federálním shromážděním balík kompetenčních změn, které výrazně omezily pravomoce národních republik československé federace. Po volbách se v prosinci 1971 stal opět předsedou Sněmovny národů. Funkci si podržel i po volbách v roce 1976, po volbách roku 1981 i po volbách roku 1986. Na předsednický post rezignoval v březnu 1987. Ve funkci poslance FS zažil sametovou revoluci a po ní v lednu 1990 rezignoval na svůj mandát v rámci procesu kooptace nových poslanců.
V letech 1970–1972 zastával také funkci předsedy Ústředního výboru Svazu československo-sovětského přátelství, od 1972 byl 1. místopředsedou ÚV SČSP. Od roku 1973 zastával funkci předsedy československo-francouzského výboru při Československé společnosti pro mezinárodní styky (ČSMS). Od roku 1976 byl místopředsedou československé skupiny Meziparlamentní unie. V roce 1969 mu byl udělen Řád práce, roku 1974 Řád Vítězného února a v roce 1984 Řád Klementa Gottwalda.